# Guy Consolmagno
Guy Consolmagno (Detroit, 19 settembre 1952) è un gesuita e astronomo statunitense, direttore della Specola Vaticana dal 2015.

## Biografia
Consolmagno ha studiato dapprima alla University of Detroit Jesuit High School and Academy, in seguito ha conseguito un Bachelor of Arts (1974) e un Master of Arts (1975) presso il Massachusetts Institute of Technology (MIT). Nel 1978 ha ottenuto un dottorato di ricerca in planetologia presso il Lunar and Planetary Laboratory dell'Università dell'Arizona, svolgendo poi ricerche post-dottorali e attività d'insegnamento presso l'Harvard College Observatory e l'MIT. Nel 1983 è entrato nel Peace Corps, una organizzazione di volontariato statunitense, ed è stato inviato per due anni in Kenya, dove ha insegnato astronomia e fisica. Dopo questa esperienza di volontariato, ha ottenuto un posto da Assistant Professor al Lafayette College di Easton, in Pennsylvania.
Nel 1989 è entrato a far parte della Compagnia di Gesù pronunciando i voti nel 1991, come Fratello Coadiutore. Una volta entrato nell'ordine gesuitico, è stato assegnato come astronomo della Specola Vaticana, dove fa parte del Vatican Observatory Research Group, prestando servizio anche come curatore della collezione di meteoriti del Vaticano. Oltre a proseguire la sua attività nel campo della planetologia, si è dedicato a studi di filosofia e teologia. Nel 2000 l'Unione Astronomica Internazionale ha dato il suo nome a un asteroide della fascia principale, 4597 Consolmagno, conosciuto anche come "Little Guy". Nel 2014 gli è stata conferita la medaglia Carl Sagan per l'eccezionale contributo divulgativo in scienze planetarie da parte dell'American Astronomical Society. Il 18 settembre 2015 è stato nominato direttore della Specola Vaticana.

### Studi e ricerche
La sua ricerca è incentrata sui rapporti tra meteoriti e asteroidi e sull'origine e sull'evoluzione dei corpi minori del sistema solare. Autore di oltre 40 articoli scientifici e coautore di vari libri di astronomia per il grande pubblico, tradotti in diverse lingue. Nel 1996, ha partecipato all'ANSMET (Antarctic Search for Meteorites), una campagna di ricerca durante la quale ha scoperto alcuni meteoriti sui campi di ghiaccio dell'Antartide.
Consolmagno è convinto assertore della necessità che scienza e religione procedano l'una a fianco dell'altra, piuttosto che proporsi come ideologie in competizione tra loro. Nel 2006 ha affermato: "La religione ha bisogno della scienza per tenere a distanza la superstizione e vicino a sé la realtà, per proteggersi dal creazionismo, che, dopo tutto, è una forma di paganesimo – è fare del Dio cristiano un dio di natura". Consolmagno ha ricoperto l'incarico annuale di presidente della Division for Planetary Sciences della American Astronomical Society dall'ottobre 2006 a l'ottobre 2007.

### Divulgazione scientifica
Consolmagno è conosciuto per il suo impegno nella divulgazione scientifica e astronomica, sia con pubblicazioni, sia con la sua attività di conferenziere. È stato ospite d'onore di vari convegni di fantascienza: ConFusion e Duckon, nel suo stato di origine, il Michigan, nel 2002; Boskone nel 2007; ConClave nel 2009.
Nel 2008 ha partecipato, dietro invito, a Science Foo Camp (Scifoo). Nel dicembre del 2009 ha partecipato anche a The Colbert Report per promuovere il suo libro The Heavens Proclaim. Astronomy and the Vatican, tradotto in italiano come L'infinitamente grande. L'Astronomia e il Vaticano (2008).

## Opere
- Worlds Apart (con Martha W. Schaefer, Prentice Hall, 1993)
- Turn Left at Orion (con Dan M. Davis, Cambridge University Press, 1995) (trad.it., A Orione svolta a sinistra, HOEPLI,Milano 1999. ISBN 88-203-2560-8)
- The Way to the Dwelling of Light (University of Notre Dame Press, 1998)
- Brother Astronomer, Adventures of a Vatican Scientist (McGraw Hill, 2000)
- Intelligent Life in the Universe? Catholic belief and the search for extraterrestrial intelligent life (Catholic Truth Society, 2005)
- God's Mechanics: How Scientists and Engineers Make Sense of Religion (Jossey-Bass, 2007)
- The Heavens Proclaim: Astronomy and the Vatican, Vatican Observatory Publications, Città del Vaticano 2009 (trad. it., L'infinitamente grande. L'Astronomia e il Vaticano, De Agostini, Milano 2008. ISBN 9788841859728)
- Would You Baptize an Extraterrestrial?, Image Books, 2014. ISBN 9780804136952